# 兩個妻子 (2016年電視劇)
《兩個妻子》（越南语：／）是越南永隆广播电视台新闻综合频道於2016年1月2日起播放的電視劇。由武越雄导演，阮玉蘭、黃瓊藍、范武清維等演員主演。

## 劇情
貞貞（黃瓊藍 飾）和夜草（阮玉蘭 飾）是來自兩個不同出身的兩個女孩，貞貞是一個富家千金，夜草從小就生活在貧困之中，但命運讓他們嫁給了同一個丈夫。起初，世凱（范武清維 飾）愛上了夜草，但具有諷刺意味的是，世凱的家人與貞貞的家人早已立下了婚約。為了報答貞貞家庭對他父母的幫助，世凱同意娶他們的女兒。婚禮後，世凱發現自己的老婆已經不是處女了，於是他就一直耿耿於懷接受不了，世凱回來並決定娶夜草。《兩個妻子》描繪了典型的一夫多妻製家庭的生活，同時譴責了根深蒂固的封建思想。

## 演員

### 主要角色
- 范武清維 飾 世凱
- 黃瓊藍 飾 貞貞
- 阮玉蘭 飾 夜草

### 次要角色
- 丁有才 飾 𨥙
- 温碧姮 飾 𠄼
- 黃貞 飾 維
- 寶竹 飾 銀